# Alejandro Balbis
Alejandro Ernesto Balbis (Montevideo, 4 de diciembre de 1967) es un cantante, compositor, guitarrista y productor uruguayo.

## Biografía

### Comienzos artísticos
Alejandro Balbis nació el 4 de diciembre de 1967. Dio sus primeros pasos en la música desde joven, tomando clases de guitarra con Jorge Lazaroff y luego cantando en la murga de niños Firulete (la cual pasó a llamarse Contrafarsa y a competir en el carnaval mayor al cabo de los años).

### Carnaval
Desde joven, empezó a demostrar un gran gusto por el carnaval, más específicamente por las murgas. 
Ha participado en murgas como cantor, como libretista y como director, entre otras participó de Contrafarsa, Falta y Resto, Saltimbanquis, A Contramano, Asaltantes con Patente, Don Timoteo.
En el 2020 participa en la música de la primera murga uruguaya que se presenta en el Concurso oficial de agrupaciones del carnaval de Cádiz con La Gaditana que volvió.

### Colaboración con otros músicos
Ha producido disco de varios artistas: Falta y Resto, Canario Luna, La Vela Puerca, No Te Va Gustar, Árbol, La Mancha de Rolando, Adriana Varela, Bersuit Vergarabat.y Cajale Cazazo
Colaboró en los discos “Hijos del Culo” y “La Argentinidad al Palo” de Bersuit Vergarabat, De bichos y flores de La Vela Puerca (las canciones "José Sabía" y "El viejo" son en parte de su autoría), “Volumen 1” y “Crisis” de Las Pastillas del Abuelo, “Cuando el Río Suena” de Adriana Varela, Contraseña de Jaime Roos y “Sea” de Jorge Drexler.y "Los días Cantados" de Cajale Cazazo" (voz invitada en "Disfraces").

### Carrera solista
Balbis edita su primer álbum como solista en 2009, titulado "El Gran Pez", que refiere a la película estadounidense Big Fish, muy significativa en la vida del músico. El álbum recorre los géneros de la milonga, la murga, la balada folk y el rock. Cuenta con la participación de artistas reconocidos, como Sebastián Teysera (vocalista de La Vela Puerca), León Gieco y Cristóbal Repetto. Recibe el disco de oro en Uruguay.
En 2013 lanza su segundo disco solista, titulado "Sin remitente", que también logra el disco de oro en su país.

### Vida personal
Reside en Argentina desde 1998, aunque pasa gran parte del año en su país natal. Comenzó en ese país dando clases y poco a poco fue convirtiéndose en un referente musical. Está casado con una argentina y tiene dos hijos.

## Músicos acompañantes
- Marco Messina - Bajo , Voz sobreprimo y Dirección musical.
- Nahuel Bentancur - Guitarras , Voz primo.
- Bruno Repetto - Batería , Voz segundo.
- Horacio Thove - Piano, Acordeón , Voz primo.

## Discografía
- El Gran Pez (Montevideo Music Group. 2009)
- Sin Remitente (Montevideo Music Group. 2013)
- Sin Maquillaje (Montevideo Music Group. 2019)